# Flusslandschaft des Jahres
Flusslandschaft des Jahres, gelegentlich auch Fluss des Jahres genannt, ist eine seit 2000 alle zwei Jahre vergebene Auszeichnung für eine Flusslandschaft in Deutschland und gleichzeitig eine Mahnung durch die NaturFreunde Deutschlands und den Deutschen Angelfischerverband an die Öffentlichkeit, um diese für die Belange des Umweltschutzes zu sensibilisieren und die Behörden zum Eingreifen zu ermuntern.

## Vergabepraxis
Zusammen mit dem Bundesumweltministerium wird auf Antrag der Naturfreunde Deutschlands und des Deutschen Anglerverbandes die Flusslandschaft des Jahres festgelegt. Für die jeweilige Auswahl der Flusslandschaft haben die beiden Verbände einen gemeinsamen Fachbeirat Gewässerökologie eingerichtet, der auch für die Planung und Durchführung des jeweiligen Programms zuständig ist, welches auch mit den Behörden vor Ort abgesprochen wird.
Die Ernennung zur Flusslandschaft des Jahres erfolgt traditionsgemäß am 22. März, dem Weltwassertag.

## Ziele
Ziel des Projektes ist es, durch Veranstaltungen, Aktionen und Informationsmaterial die Bevölkerung für die natürlichen und kulturellen Schönheiten einer Flusslandschaft zu gewinnen und sie über die Bedrohungen – vor allem durch einen unnatürlichen Ausbau des Flusses – aufzuklären.

## Bisherige Flusslandschaften des Jahres
| Jahr      | Fluss        | Abbildung                   | Beschreibung |
| --------- | ------------ | --------------------------- | --- |
| 2000/2001 | Gottleuba    | 2000/2001 Gottleuba         | Die Gottleuba ist ein linker Nebenfluss der Elbe in Tschechien und Deutschland. Die Quellflüsse der Gottleuba, die im Kammgebiet des böhmischen Teils des Osterzgebirges, südlich des tschechischen Dorfes Schönwald (Krásný Les v Krušných horách) entspringen und dieses nach Norden entwässern, sind der östlichere Rybný potok (Fischbach) und der westlichere Quellfluss, paradoxerweise Schönwalder Bach genannt. Oberhalb von Bad Gottleuba wird sie in der Talsperre Gottleuba (14 Mio. m³) gestaut. Im weiteren Verlauf durchfließt sie in einem v-förmigen Tal die Stadtkerne Bad Gottleubas und Berggießhübels und mündet in Pirna, nachdem sie die Seidewitz aufgenommen hat, in die Elbe. |
| 2002/2003 | Ilz          | 2002/2003 Ilz               | Die Ilz (im Oberlauf auch Schönberger Ohe) ist ein linker Nebenfluss der Donau im Bayerischen Wald. Sie entspringt auf deutscher Seite im bayerisch-böhmischen Grenzgebiet im Nationalpark Bayerischer Wald. Ihre Quellflüsse Kleine Ohe (Grafenauer Ohe), Große Ohe und Mitternacher Ohe entstammen der Region zwischen den Bergen Rachel (1.453 m) und Lusen (1.373 m). Diese vereinigen sich an der Ettlmühle unweit der Ortschaft Eberhardsreuth im Gemeindegebiet Schönberg. Die Ilz mündet in Passau in die Donau, nur wenig oberhalb der Inn-Mündung gegenüber. Sie ist fast auf ihrer gesamten Länge weitgehend naturnah erhalten. |
| 2004/2005 | Havel        | 2004/2005 Havel             | Die Havel [ˈhaːfl̩] ist ein Fließgewässer im Nordosten Deutschlands und mit 334 Kilometern Länge der längste rechtsseitige Nebenfluss der Elbe. Die direkte Entfernung zwischen Quelle und Mündung beträgt allerdings nur 94 Kilometer. Die Havel entspringt in Mecklenburg-Vorpommern, durchfließt Brandenburg, Berlin und Sachsen-Anhalt und mündet an der Grenze zwischen Brandenburg und Sachsen-Anhalt in die Elbe. Sie fließt zunächst durch zahlreiche kleine Seen in südlicher, dann in westlicher und schließlich in nordwestlicher Richtung. Dabei beträgt der Höhenunterschied lediglich 40,6 Meter. Mit durchschnittlich 108 Kubikmetern pro Sekunde (m³/s) hat die Havel nach Moldau (150 m³/s) und Saale (115 m³/s) die drittgrößte Wassermenge unter den Nebenflüssen der Elbe.                                                                                     |
| 2006/2007 | Schwarza     | 2006/2007 Schwarza          | Die Schwarza ist ein etwa 53 Kilometer langer, linker Zufluss der Saale in Thüringen. Sie entspringt in der Nähe von Scheibe-Alsbach, 250 m nordwestlich des Rennsteiges, in 717 m Höhe. Das Wasser der Schwarzaquelle steigt aus großer Tiefe an einer Bruchspalte zwischen Buntsandstein und Schiefer mit einer konstanten Temperatur von 6 Grad Celsius ans Tageslicht. Sie wurde im Jahre 1855 eingefasst. Eingebettet in eine abwechslungsreiche Mittelgebirgslandschaft fließt die Schwarza von ihrer Quelle durch enge Schluchten und weite Täler bis zur Mündung in die Saale im Rudolstädter Ortsteil Schwarza. |
| 2008/2009 | Nette        | 2008/2009 Nette             | Die Nette ist ein 59,1 km langer, orografisch linker Nebenfluss des Rheins in Rheinland-Pfalz. Sie entspringt in Hohenleimbach, durchfließt die Landkreise Ahrweiler und Mayen-Koblenz, bevor sie bei Weißenthurm in den Rhein mündet. Besonders im oberen Lauf, noch vor Mayen, fließt sie durch eine Berglandschaft. An der Mündung des Nitzbachs, eines orografisch rechten Nebenflusses von Virneburg und Nitz, liegt das Schloss Bürresheim. Im mittleren Teil durchfließt die Nette die Pellenz und trennt diese vom südlich gelegenen Maifeld. |
| 2010/2011 | Emscher      | 2010/2011 Emscher           | Die Emscher (plattdeutsch Iämscher) ist ein 83,1 Kilometer langer, rechter Nebenfluss des Rheins. Sie entspringt bei Holzwickede am Haarstrang auf etwa 147 m ü. NN in einem Quellteich. Genau genommen existieren mehrere kleinere Rinnsale, aus denen die Emscher entspringt, die in besagten Quellteich münden. In ihrem Oberlauf durchfließt die Emscher den Südosten Dortmunds und wendet sich dann nach Nordwesten. Im nördlichen Castrop-Rauxel unterquert sie den Rhein-Herne-Kanal in einem Durchlassbauwerk mit drei Betonröhren. Danach fließt sie bis Oberhausen fast durchgehend parallel zu diesem Kanal in westliche Richtung. In Oberhausen knickt der Fluss nach Nordwesten ab und fließt dann bis zu seiner heutigen Mündung in den Rhein bei Dinslaken-Eppinghoven. Dort ist ihre Abflussmenge auf durchschnittlich 16 m³/s angewachsen.                       |
| 2012/2013 | Helme        | 2012/2013 Helme             | Die Helme ist ein etwa 81 km langer, linker und westlicher Zufluss der Unstrut in Thüringen und Sachsen-Anhalt. Sie entspringt südlich des Harzes im Landkreis Eichsfeld bei Stöckey. Seine Quelle liegt in den Nordausläufern des Ohmgebirges zwischen Weißenborn-Lüderode und Stöckey am „Helmspring“. Die Helme fließt ostwärts über die Gemeinden Hohenstein und Werther nach Nordhausen. Bei Heringen nimmt das Fließgewässer das Wasser der aus dem Harz kommenden Zorge auf. Nordwestlich des Kyffhäuser-Gebirges wird es in der Goldenen Aue durch die Talsperre Kelbra zu einem Stausee und Hochwasserrückhaltebecken aufgestaut. Von dort fließt die Helme – nun in Sachsen-Anhalt – weiter ostwärts über Roßla in Richtung Allstedt, wonach sie nach Süden abschwenkt und wieder Thüringen erreicht. Bei Kalbsrieth, südöstlich von Artern, mündet sie in die Unstrut. |
| 2014/2015 | Argen        | 2014/2015 Argen             | Die Argen ist ein Fluss, der zwischen Kressbronn und Langenargen mit einer mittleren Wasserführung von rund 20 m³/s als drittgrößter Zufluss in den Bodensee mündet, und somit ein Nebenfluss des Rheins ist. Die Argen entsteht aus den Allgäuer Quellflüssen Obere Argen und Untere Argen und hat mit letzterer eine Gesamtlänge von 94,3 Kilometern. Nach dem Zusammenfluss beim Wangener Ortsteil Neuravensburg legt die Argen noch eine Strecke von 23,4 Kilometern zurück. Das Bild zeigt das Argen-Steilufer nördlich des Kressbronner Ortsteils Gießenbrücke. |
| 2016/2017 | Trave        | 2016/2017 Trave bei Lokfeld | Die Trave (lat. Travena oder ptolemäisch Chalusus Fluvius) ist ein 124 km langer Fluss in Schleswig-Holstein, der in die Ostsee mündet. |
| 2018/2019 | Lippe        | 2018/2019 Lippe             | Die Lippe ist ein 220 km langer rechter Nebenfluss des Rheins in Nordrhein-Westfalen mit einem Einzugsgebiet von 4.889,9 km². |
| 2020–2023 | Weiße Elster | 2020–2023 Weiße Elster      | Die Weiße Elster (tschechisch Bílý Halštrov) ist ein 257 Kilometer langer Fluss, der in Tschechien entspringt, die Bundesländer Sachsen, Thüringen sowie Sachsen-Anhalt miteinander verbindet und schließlich bei Halle in die Saale mündet. Sie gilt als der wichtigste Fluss Mitteldeutschlands, mehr als 1,5 Millionen Menschen leben im 5.300 Quadratkilometer großen Einzugsgebiet. |
| 2024/2025 | Stepenitz    | 2024/2025 Stepenitz         | Die Stepenitz (Elbe) entspringt in der Prignitz im Nordwesten Brandenburgs und mündet nach rund 84 Kilometern bei Wittenberge in die Elbe. Mit einem Einzugsgebiet von circa 870 Quadratkilometern bildet sie mit ihren fünf wichtigsten Nebenflüssen (die Sude, Dömnitz, Kümmernitz, Panke und dem Schlatbach) einen der wenigen verbliebenen naturnahen Flussläufe in Brandenburg. |